# Puszta
Puszta este o regiune de șes din Ungaria care face parte din Marea Câmpie Ungară (Alföld). Ea este caracterizată printr-o vegetație de stepă cu o climă tipic continentală. Regiunea de șes a fost inițial caracterizată printr-o vegetație săracă, vegetație care putea fi folosită numai ca pășune. Între timp, ea a fost cultivată, regiunile tipice care mai există azi se pot găsi numai în regiunea Hortobágy din estul Ungariei, în special în Parcul Național Hortobágy. Solul regiunii este nisipos, nivelul apei freatice însă este aproape de suprafață, ceea ce permite creșterea tufelor și copacilor. Peisajul tipic pustei este cel de regiune de șes de pășune cu fântâni cu cumpănă. Puszta ungară este o exclavă a stepei din Asia.